# Каирано
Каирано (итал. Cairano) је насеље у Италији у округу Авелино, региону Кампанија.
Према процени из 2011. у насељу је живело 305 становника. Насеље се налази на надморској висини од 745 м.

## Становништво
| 1951. | 1961. | 1971. | 1981. | 1991. | 2001. | 2011. |
| ----- | ----- | ----- | ----- | ----- | ----- | ----- |
| 1.410 | 1.269 | 959   | 870   | 556   | 411   | 348   |